# Линь (трос)
Линь (от нидерл. lijn — «тонкая верёвка белой пряжи») — тонкий (до 0,5 дюйма, около 1,25 см) корабельный трос, изготовленный из растительного материала. Двухнитевой линь носит название «шкимушга́ра» (от schiemansgaren), трёхнитевой — «ю́зеня» (от huizing).
Во времена парусного флота изготавливали из пеньки́. Иногда добавляют к названию прибора, составной частью которого является: лаглинь, лотлинь и прочее. Сигнальные фалы также являются линями.
Короткий отрезок такой верёвки с «кровавыми» узлами на конце называли «линьком» (уменьш.) и применяли для телесного наказания матросов на парусном флоте.